# Batalla de Cerrito
La Batalla de Cerrito (frente a Montevideo, 31 de diciembre de 1812)fue un combate de la Guerra de Independencia de la Argentina, el más importante de las operaciones entre las fuerzas realistas que sostenían la ciudad de Montevideo y las fuerzas del gobierno revolucionario de Buenos Aires que la asediaban.

## Situación previa
Durante el año 1811, las fuerzas organizadas por la Junta Grande de Buenos Aires y las fuerzas gauchas organizadas por José Artigas habían puesto sitio a la ciudad de Montevideo, que se había negado a obedecer a las autoridades surgidas de la Revolución de Mayo. Este sitio había sido levantado a fines de ese año, cuando la situación militar quedó en condiciones desfavorables en el frente del Alto Perú.
La llegada al poder del Segundo Triunvirato, impulsada por el cambio de la situación en el frente norte permitió reiniciar el sitio hacia octubre de 1812. Las fuerzas patriotas, al mando de José Rondeau, pusieron sitio a la ciudad. Sobre el río Uruguay había una segunda fuerza, al mando de Domingo French, además de las milicias de Artigas, que no se habían sumado aún al sitio por desavenencias con el jefe político del mismo, Manuel de Sarratea. De todas formas, el ejército sitiador logró expulsar a los realistas de Colonia del Sacramento y sitiar por completo Montevideo.
Enterado de la próxima reunión de las fuerzas sitiadoras de Rondeau junto con las de Artigas, que sumaban un total de 4.600 hombres, el general Gaspar de Vigodet decidió anticiparse e intentar una salida masiva para enfrentar a Rondeau. La lealtad de las fuerzas realistas a la causa de que defendían era dudosa, a pesar de contar tropas europeas. Pero en su favor jugaba la falta de refuerzos, municiones y armamento de los sitiadores. Sin embargo Vigodet tuvo mala suerte, porque justo la noche antes del ataque, Rondeau recibió un importante refuerzo y avituallamiento.

## La batalla del Cerrito
La mañana del 31 de diciembre, Gaspar de Vigodet y el brigadier Vicente Muesas atacaron con unos 1600 hombres y 8 cañones las posiciones de Rondeau, que contaba con 2000 soldados y 2 cañones.
Rondeau tenía atrincherada a su infantería en una loma alta de 70 metros, que por su semejanza al famoso Cerro de Montevideo era llamada el Cerrito o «Montevideo chico». Los españoles, al mando de Vigodet, formando tres columnas consiguen tomar la posición de los patriotas en el choque inicial. Allí atacó Muesas, desplazando al regimiento N° 6 de Pardos y Morenos, al mando del teniente coronel Miguel Estanislao Soler, expulsándolos barranca abajo. Luego atacó al otro cuerpo de infantería, el regimiento N° 4, al mando de Ventura Vázquez, que sostuvo precariamente su posición por unos minutos.

En este momento, Soler reunió a sus soldados (casi exclusivamente negros libertos), y contraatacó cuesta arriba. La sorpresa y el agotamiento de la munición paralizó a los españoles, y en ese momento fue muerto de un tiro el brigadier Muesas, causando una gran confusión entre sus hombres. Por otro lado, al atacar el Cerrito, los realistas habían dejado abajo los cañones, que casi no participaron en la lucha. 
Los realistas fueron expulsados del Cerrito, y al llegar al pie de la cuesta fueron atacados y deshechos por la arremetida de la caballería patriota, al mando de Rafael Hortiguera, lo que produjo la dispersión de los españoles y completó la victoria patriota.

## Consecuencias
Los realistas tuvieron 100 muertos, 146 heridos y 30 prisioneros, y con los medios de los que dispusieron no fueron capaces de organizar otra salida de sus murallas. Los patriotas tuvieron 90 muertos y 40 prisioneros, además de un cañón.
La victoria del Cerrito fue definitoria sobre el desarrollo ulterior de las operaciones en tierra. Sin embargo, la ciudad se mantendría firme en la defensa, abastecida por las incursiones de la marina española de Montevideo en el Río de la Plata con alimentos y refuerzos. El final del asedio sólo ocurrió en el año 1814, con las Campaña Naval de 1814 de Guillermo Brown y su victoria en el combate naval de Buceo, lo que obligó a Vigodet a capitular la ciudad de Montevideo.
Rondeau fue ascendido al grado de general, y ejercería el comando del Ejército del Norte, y sería derrotado por Pezuela en la batalla de Viluma, considerada, después del desastre de Huaqui, como la mayor derrota de las fuerzas revolucionarias durante la Independencia de Argentina. Ocuparía también el cargo de Director Supremo de las Provincias Unidas del Río de la Plata.

Soler fue ascendido a coronel y llegaría más tarde a general.

Vázquez fue ascendido a coronel.

El comandante Hortiguera a teniente coronel, llegando más tarde a coronel.  
Vigodet regresó a España y en 1815 fue nombrado caballero gran cruz de la Orden de Isabel la Católica y como tal representó al Rey en Río de Janeiro para negociar en el Brasil los acuerdos esponsales con la infanta María Isabel de Braganza.